# Império de Ifé
O Império de Ifé foi o primeiro império na história iorubá . Foi fundado no que hoje é o sudoeste da Nigéria e o leste do Benim. O império durou de 1200 a 1420. Foi fundado por Odudua e tornou-se conhecido por suas sofisticadas peças de arte. Embora o iorubá fosse a principal língua, também havia vários dialetos e idiomas falados. Chegou ao poder através do comércio com o Sahel e outros Estados florestais próximos. Sua capital, Ifé, foi um dos maiores centros urbanos, o maior empório e o Estado mais rico da África Ocidental em meados do século XIV.

## História

### Formação e história inicial
A região de Ifé começou como uma pequena coleção de sociedades tribais que ao longo do tempo cresceram para se tornarem “mega-casas”, ou mini estados, devido à competição por recursos. No entanto, os conflitos sobre os recursos continuaram, exacerbados pela aridez e pelo aumento da população.
Durante esses conflitos, surgiu um grupo de pessoas lideradas pelo rei Odudua. Ocorreu um grande conflito entre o grupo Odudua e outra "megacasas" chamada Obatalá. O grupo Odudua venceu o conflito.